# Tekirdağ (provincie)
Tekirdağ is een provincie in Turkije. De provincie is 6345 km² groot en heeft 623.591 inwoners (2000). De hoofdstad is het gelijknamige Tekirdağ.

## Bestuurlijke indeling

Districten van Tekirdağ

### Districten
De provincie bestaat uit de volgende 11 districten:
| - Çerkezköy - Çorlu - Ergene - Hayrabolu | - Kapaklı - Malkara - Marmara Ereğli - Muratlı | - Saray - Şarköy - Süleymanpaşa (Tekirdağ) |